# Алжирски гущер пясъчен бегач
Алжирските гущери пясъчни бегачи (Psammodromus algirus) са вид влечуги от семейство Гущерови (Lacertidae).
Разпространени са в Северозападна Африка и Югозападна Европа.
Таксонът е описан за пръв път от шведския ботаник и зоолог Карл Линей през 1758 година.

## Подвидове
- Psammodromus algirus doriae
- Psammodromus algirus ketamensis
- Psammodromus algirus nollii